# Erebia sugitanii
Erebia sugitanii är en fjärilsart som beskrevs av Shirôzu 1957. Erebia sugitanii ingår i släktet Erebia och familjen praktfjärilar. Inga underarter finns listade i Catalogue of Life.